# 진천 덕산양조장
진천 덕산양조장(鎭川 德山釀造場)은 충청북도 진천군 덕산읍 용몽리에 있는, 일제강점기의 건축물이다. 2003년 6월 30일 대한민국의 국가등록문화유산 제58호로 지정되었다.

## 개요
1930년 건립된 이 건물은 양조장의 전형을 알 수 있는 단층 합각지붕 목조건축물로 목수 성조운이 건립하였다. 외부 마감은 목재 널판을 사용하여 통풍성이 뛰어나며, 양조장의 환기를 위해 높은 창을 두고, 보온을 위해 벽체와 천장에 왕겨를 채우는 등 목조 건축물로서 매우 독특한 형식을 갖추고 있다. 현재에도 3대에 걸쳐 가업을 이어 전통 제조 기술을 그대로 유지하면서 전통주를 제조하고 있다.

## 참고 자료
- 진천 덕산양조장 - 국가유산청 국가유산포털